# چنگیر-تاش (شهرستان سوزک)
چنگیر-تاش (به لاتین: Changyr-Tash) یک منطقهٔ مسکونی در قرقیزستان است که در شهرستان سوزک واقع شده‌است. چنگیر-تاش ۳٬۸۵۴ نفر جمعیت دارد و ۶۵۴ متر بالاتر از سطح دریا واقع شده‌است.